# Colditz (gemeente)
Colditz is een gemeente en stad in de Duitse deelstaat Saksen, gelegen in het Landkreis Leipzig, nabij Leipzig en Dresden. De plaats telt 8.374 inwoners.

## Stadsindeling
De gemeente bestaat uit de kernstad en de volgende 25 Ortsteile:
- Bockwitz (6 kilometer O, ten oosten van het stadje Colditz)
- Collmen (5 km NO)
- Commichau (5 km ONO)
- Erlbach (6 km O, aan de B176)
- Erlln (6 km NO);
- Hausdorf (4 km ZO, aan de B176)
- Hohnbach (3 km ZW)
- Kaltenborn (4 à 5 km O)
- Koltzschen (6 km ZO)
- Lastau (4½ km Z);
- Leisenau (6 km NW, aan de B107)
- Maaschwitz (6 km NO; aan de Freiberger Mulde)
- Meuselwitz (6 km ONO)
- Möseln (2 km Z)
- Podelwitz (5½ km NO; aan de Freiberger Mulde)[2]
- Raschütz (6 km O, aan de B176)
- Schönbach (4 km NW, aan de B107)
- Sermuth (5 km N; bij de samenvloeiing van Freiberger en Zwickauer Mulde)
- Skoplau (over de, bochtige, weg 6 km NO)
- Tanndorf (9 km NO, met spoorweghalte); aan de Freiberger Mulde
- Terpitzsch (3 km ZO, tegen Zollwitz aan)
- Zollwitz (3 km ZO, aan de B176)
- Zschadraß (ruim 2 km NO)
- Zschetzsch (3 km NW, aan de B107)
- Zschirla (1 km N van Kaltenborn).

Bijna al deze Ortsteile zijn dorpjes met minder dan 500 inwoners. Sermuth en Zschadraß zijn iets groter.

## Naburige gemeentes
- In het noorden: Grimma.
- In het westen: Bad Lausick, beide in de Landkreis Leipzig
- In het noordoosten: Leisnig
- In het oosten: Hartha
- In het zuidoosten: Geringswalde
- In het zuiden: Zettlitz
- In  het zuidwesten: Königsfeld.

Deze laatste vijf gemeentes liggen in de Landkreis Mittelsachsen.

## Geografie, infrastructuur

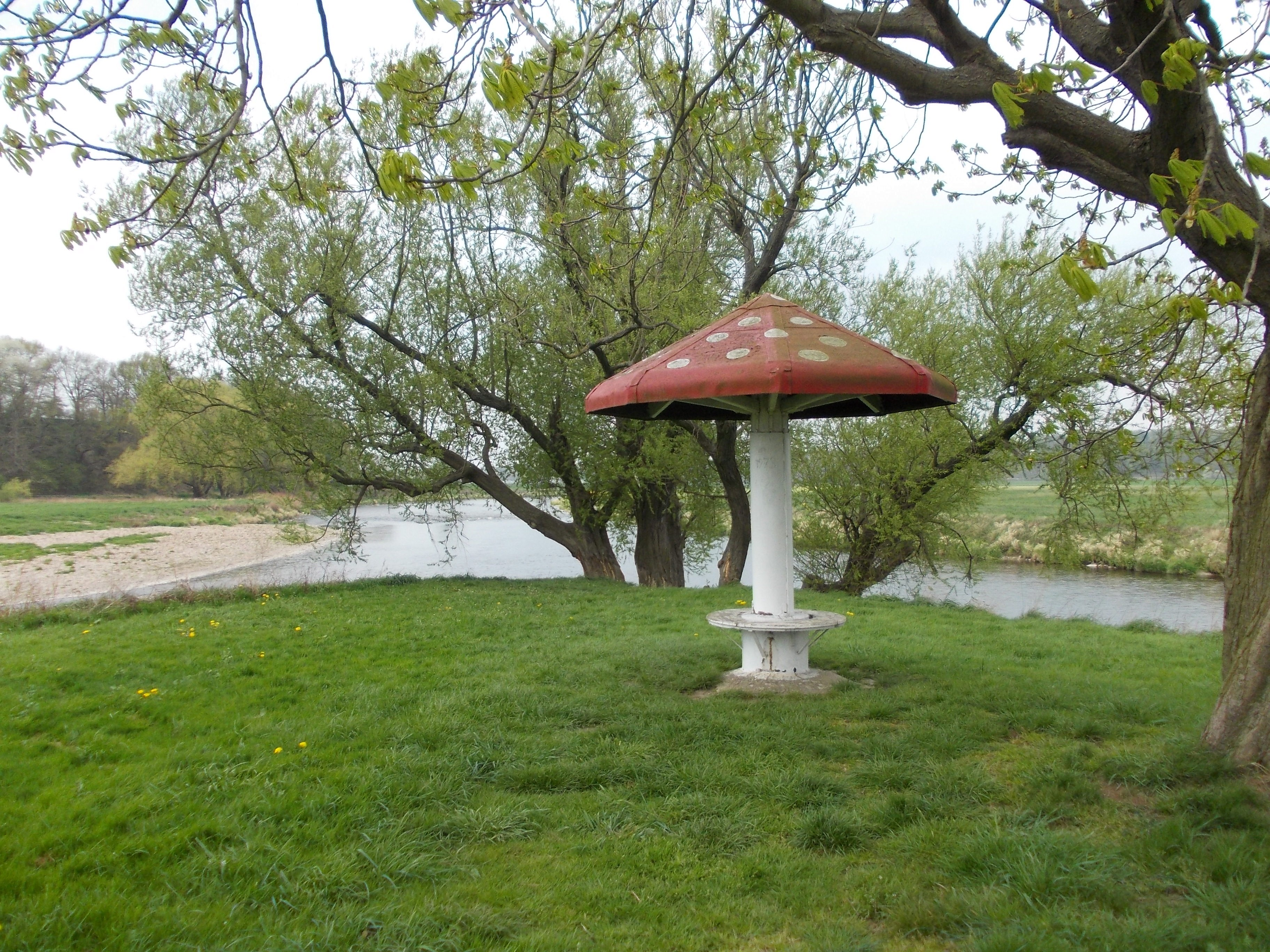
Zitje bij de Mulde-samenvloeiing, Colditz-Sermuth
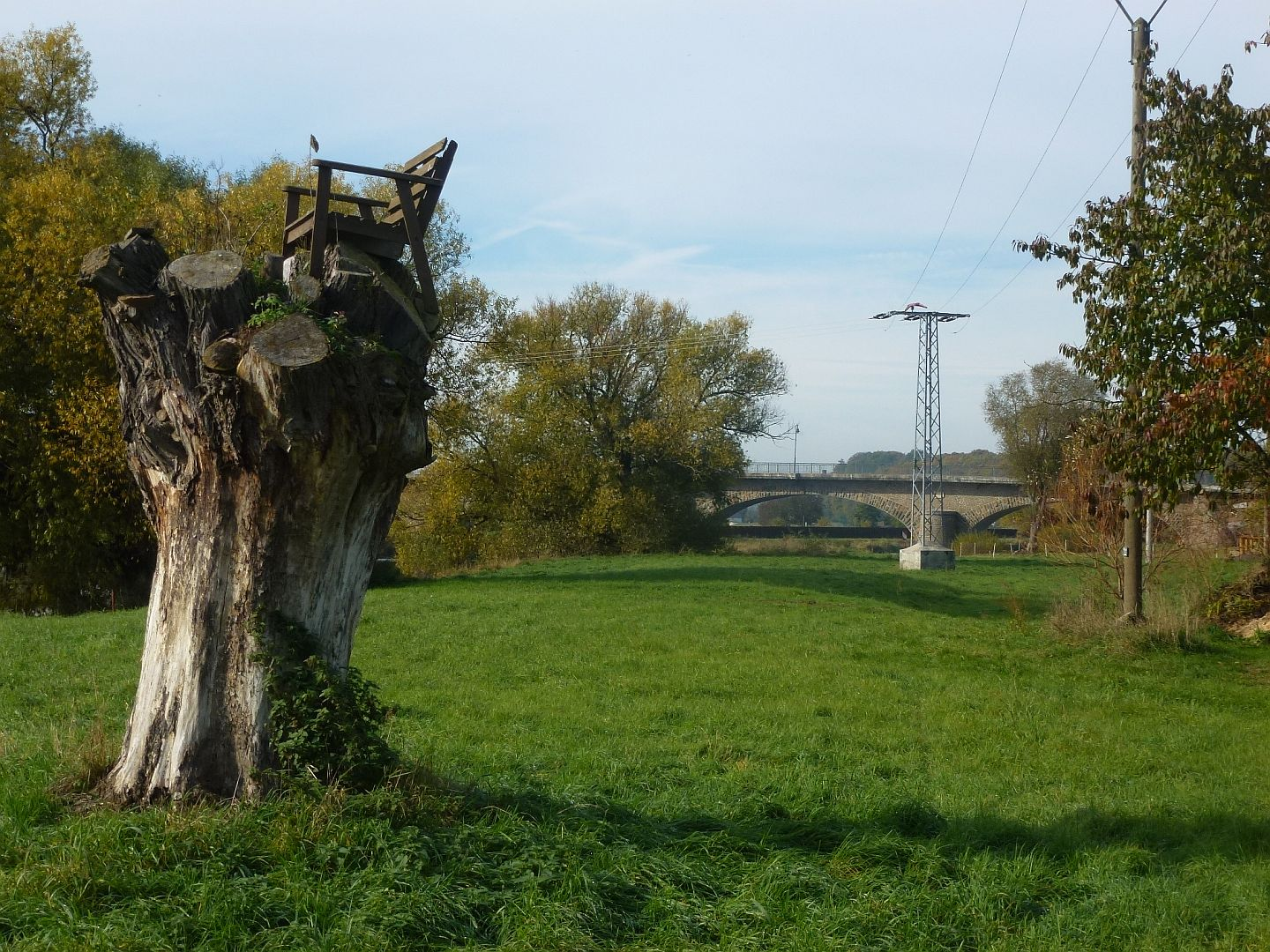
Bij de brug over de Freiberger Mulde tussen Maaschwitz en Podelwitz
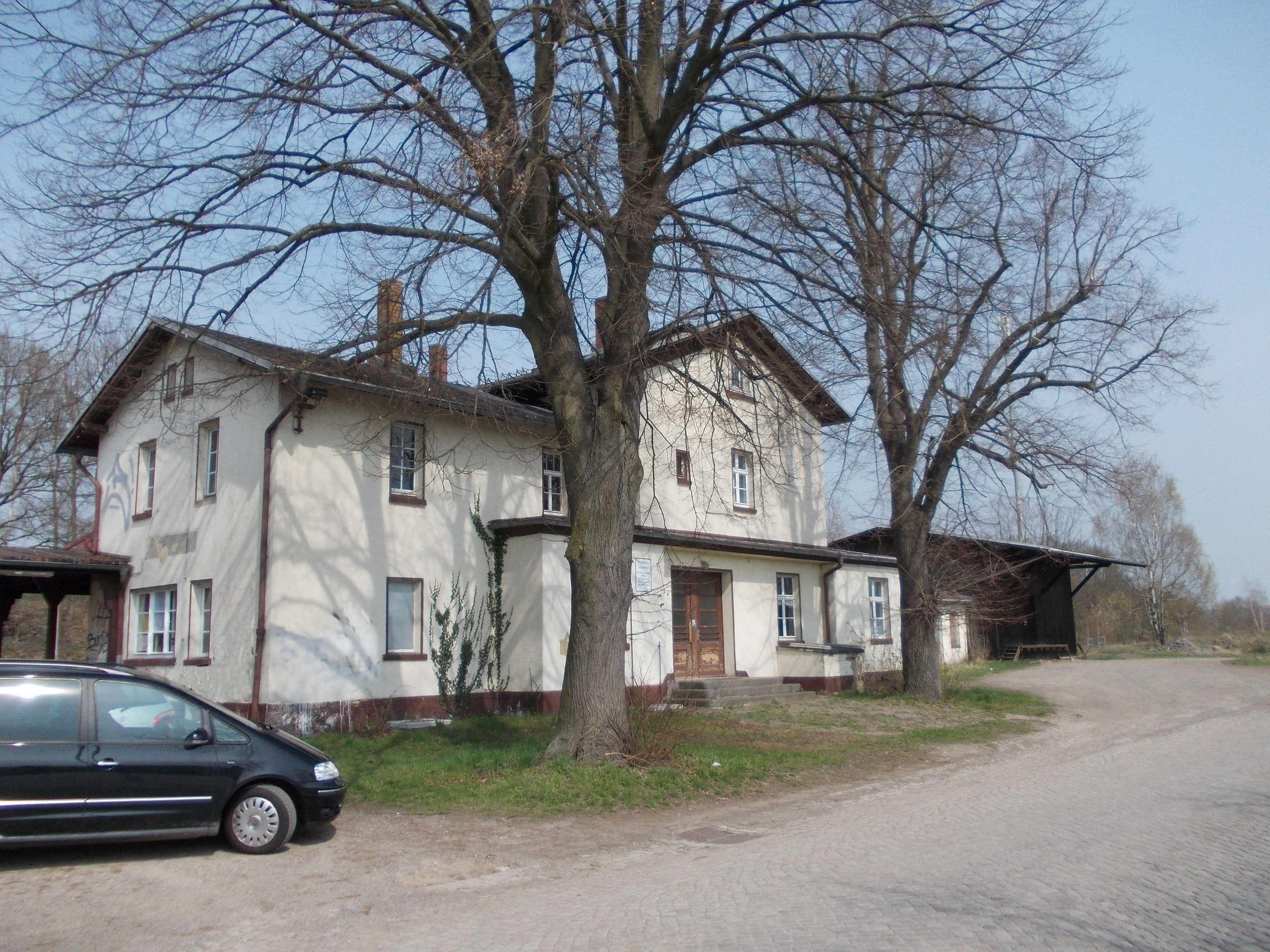
Stationnetje te Tanndorf

Colditz ligt in het dal van de Zwickauer Mulde. Aan de noordgrens van de gemeente vloeit deze samen met de Freiberger Mulde tot de Mulde, een rivier die uiteindelijk in de Elbe uitmondt. Deze wateren zijn, behalve op plaatsen waar ook dat verboden is, alleen voor kano's en kleine roeibootjes bevaarbaar.
Door de gemeente lopen twee hoofdverkeerswegen:
- de Bundesstraße 107, van zuid naar noord: Chemnitz- Rochlitz- Colditz- afrit 31 van de Autobahn A 14 Grimma. Deze Autobahnaansluiting ligt bijna 20 km ten noorden van Colditz.
- de Bundesstraße 176, van oost naar west: Hartha- Colditz- Bad Lausick- afrit 26 van de A 72 Borna-Nord. Deze Autobahnaansluiting ligt 25 à 30 km ten westen van Colditz.

Van 1875 tot 2000 had Colditz een spoorwegstation. Het lag aan een in de jaren 1990-2000 opgeheven, en daarna gedeeltelijk voor de aanleg van een wandel- en fietspad op het tracé, verwijderde lokaalspoorlijn Glauchau - Wurzen v.v.. Het dichtstbijzijnde station, 8 km ten noorden van Colditz, aan de B 107, is anno 2024 dat van Großbothen, een tot de stad Grimma behorend plaatsje. Dit station ligt aan een lokaalspoorlijntje tussen Borsdorf, niet ver ten oosten van Leipzig, Döbeln Hbf en Coswig, niet ver ten noordwesten van Dresden. Aan ditzelfde lijntje ligt, 8 km ten zuidoosten van station Großbothen, een spoorweghalte ten noorden van het dorpje Tanndorf. Deze halte ligt in de gemeente Colditz, maar de afstand tot het stadje, over bochtige, kleine wegen is bijna 9 km.
Colditz is o.a. vanuit Rochlitz, Grimma en Großbothen minimaal één keer per uur per streekbus te bereiken. Een (minder frequent rijdende) buurtbus verbindt het stadje met diverse dorpen in de gemeente, waaronder Tanndorf.

## Economie
De voornaamste bron van inkomsten in de gemeente is het toerisme.
- Slot Colditz is, vanwege zijn historie, een zeer belangrijke toeristische trekpleister.  Het kasteel huisvest daarnaast een jeugdherberg en een Musikhochschule (conservatorium).
- Aan de zuidkant van het stadje Colditz staat een verffabriek.
- Bij Sermuth ligt een grote grindgroeve.
- Te Zschadraß staat een neurologisch en psychiatrisch dagbehandelings- en ziekenhuis (110 bedden).

## Geschiedenis

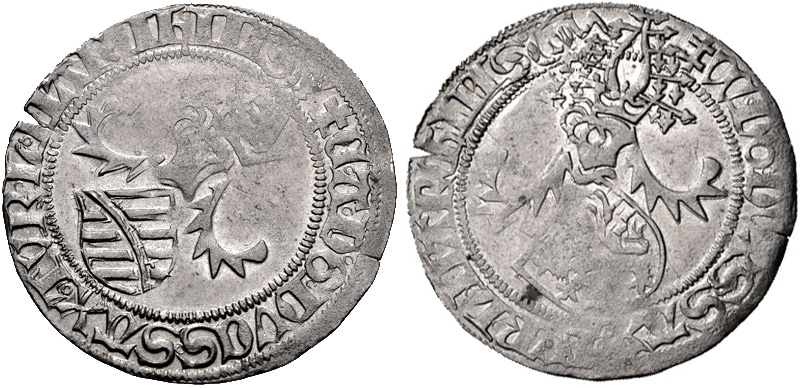
Te Colditz in de 15e eeuw geslagen munt (Horngroschen)
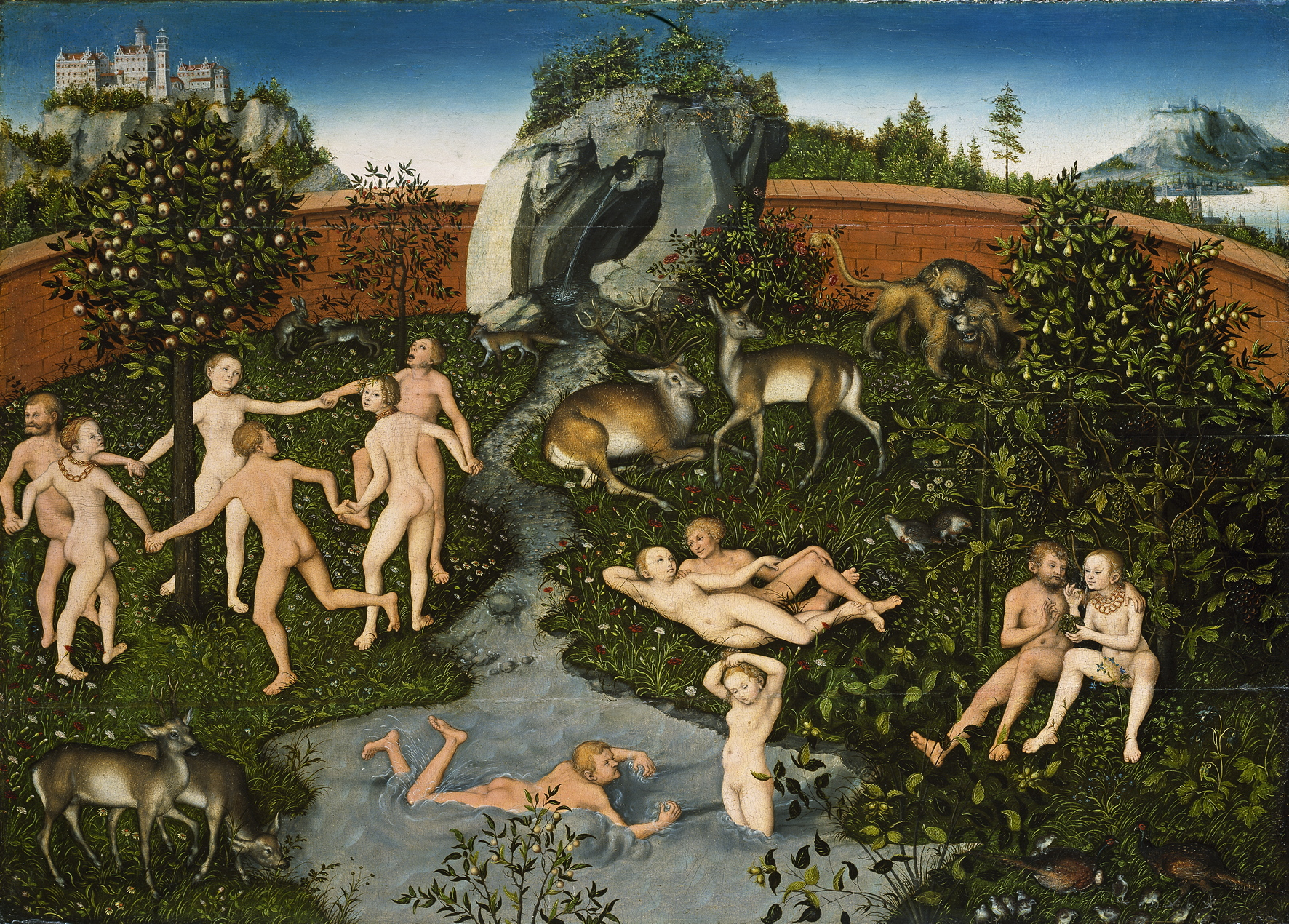
Lucas Cranach de Oude: De Gouden Tijd, 1523; linksboven is Kasteel Colditz afgebeeld
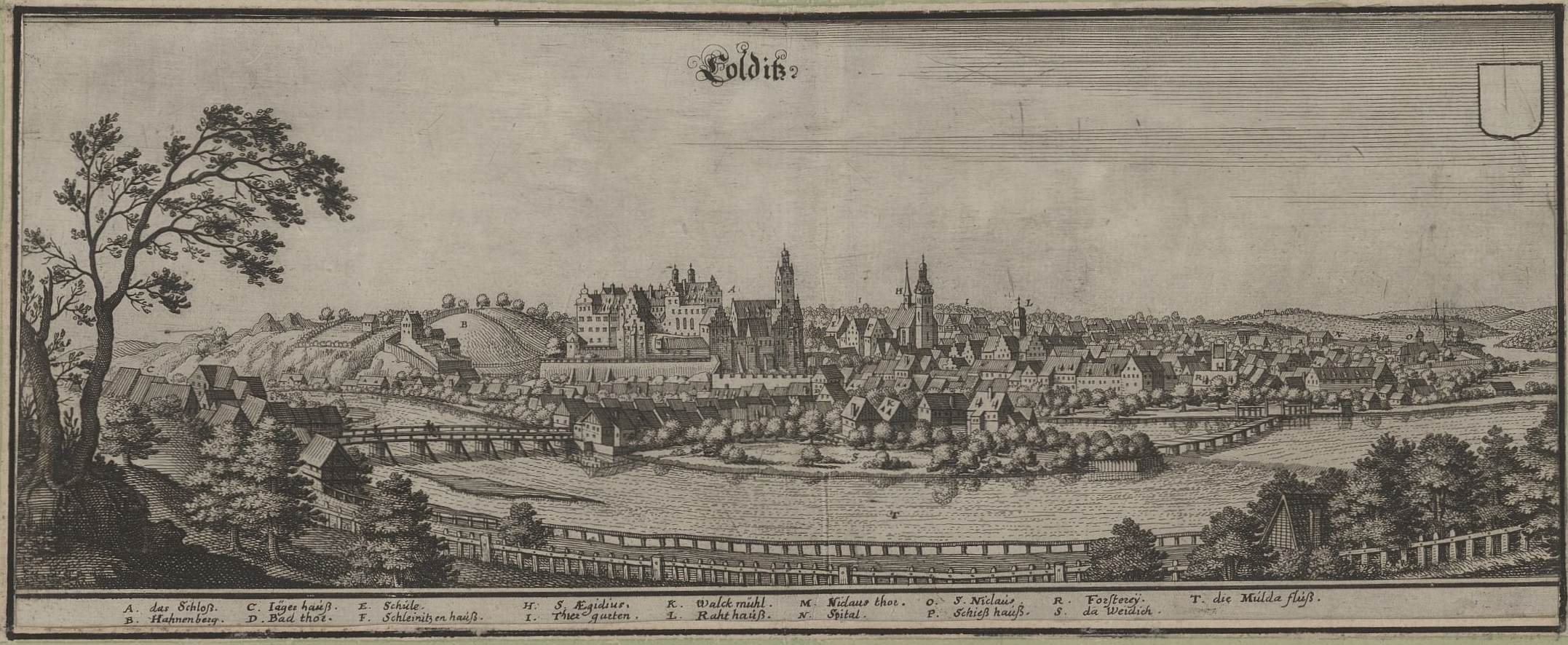
Colditz op een Merian-prent van rond 1650
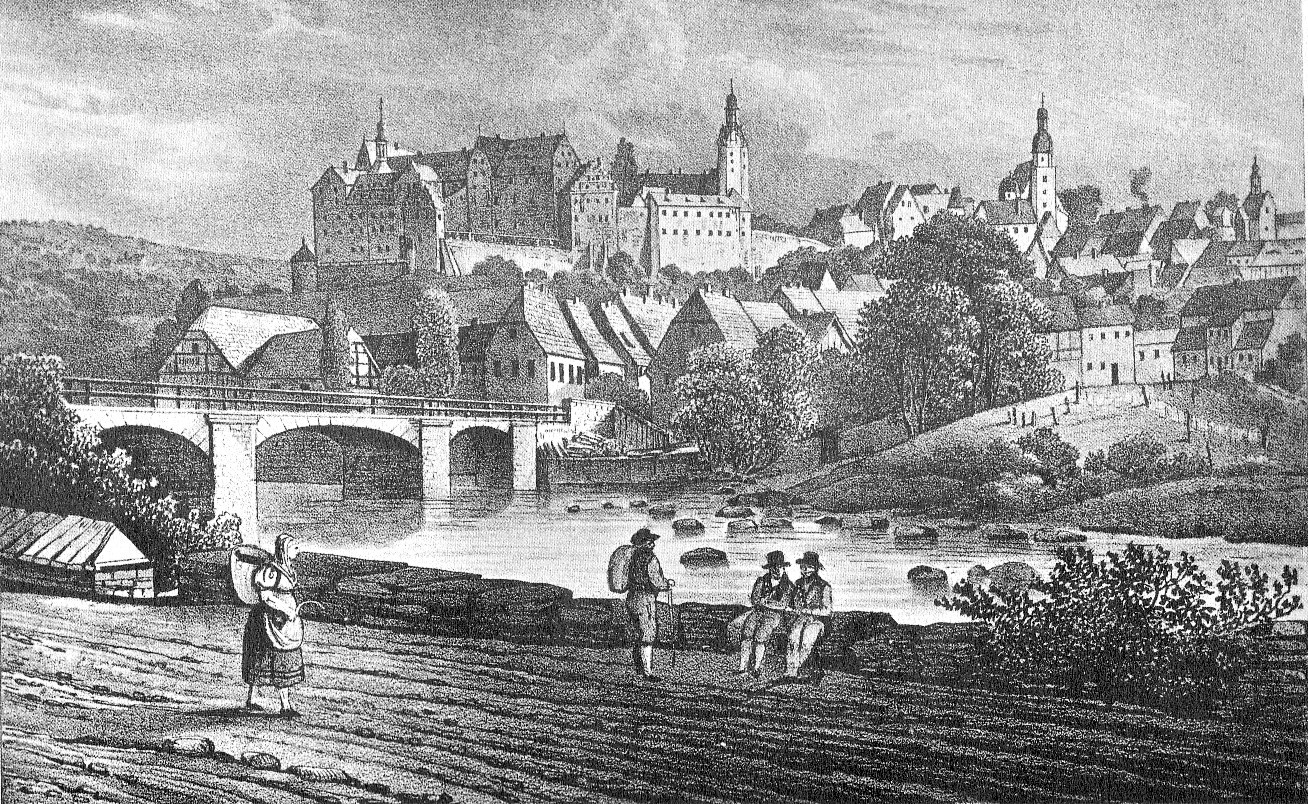
Colditz op een prent van rond 1850
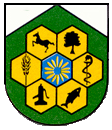
Voormalig gemeentewapen van Zschadraß
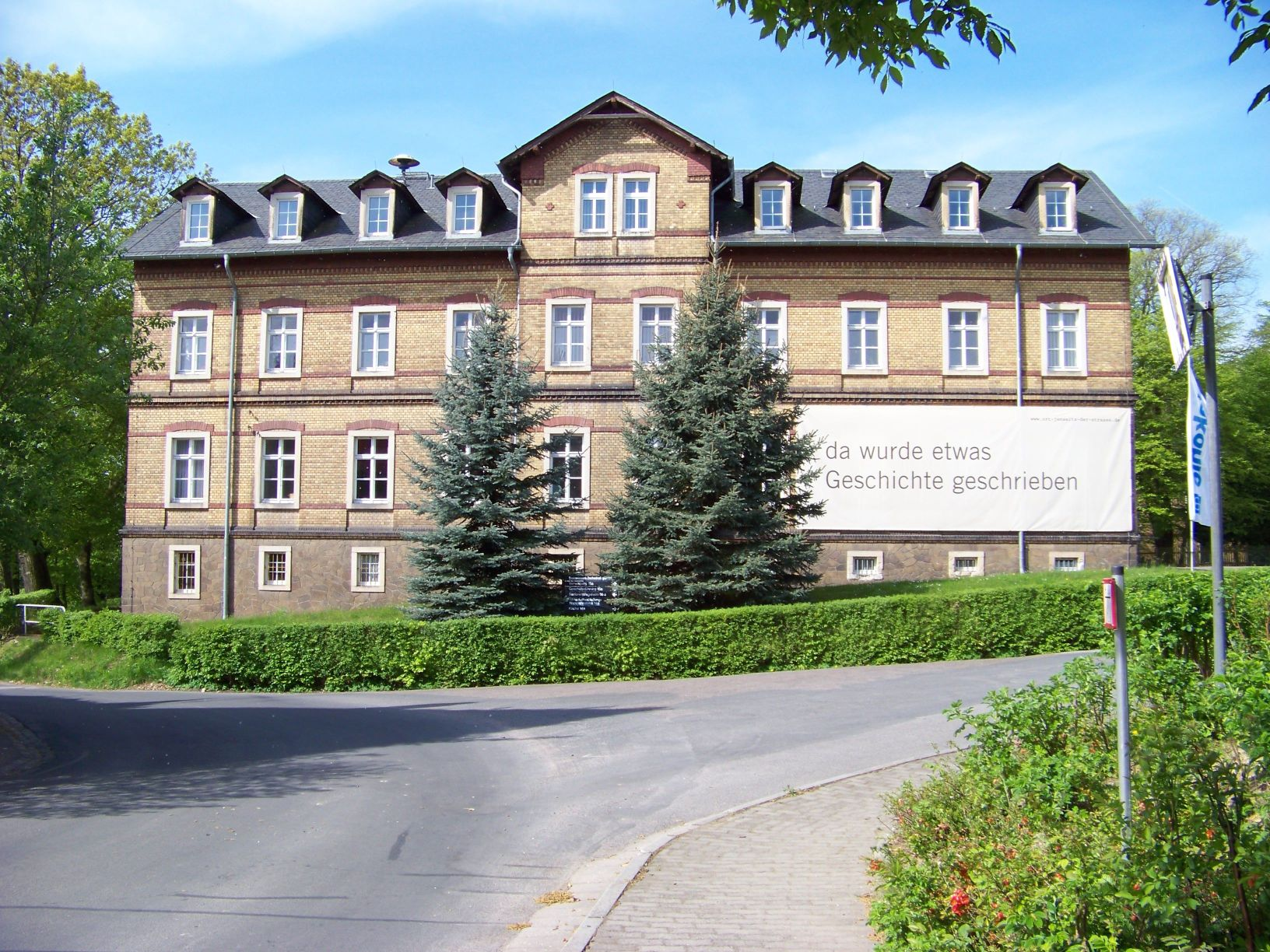
Voormalige psychiatrische instelling te Zschadraß
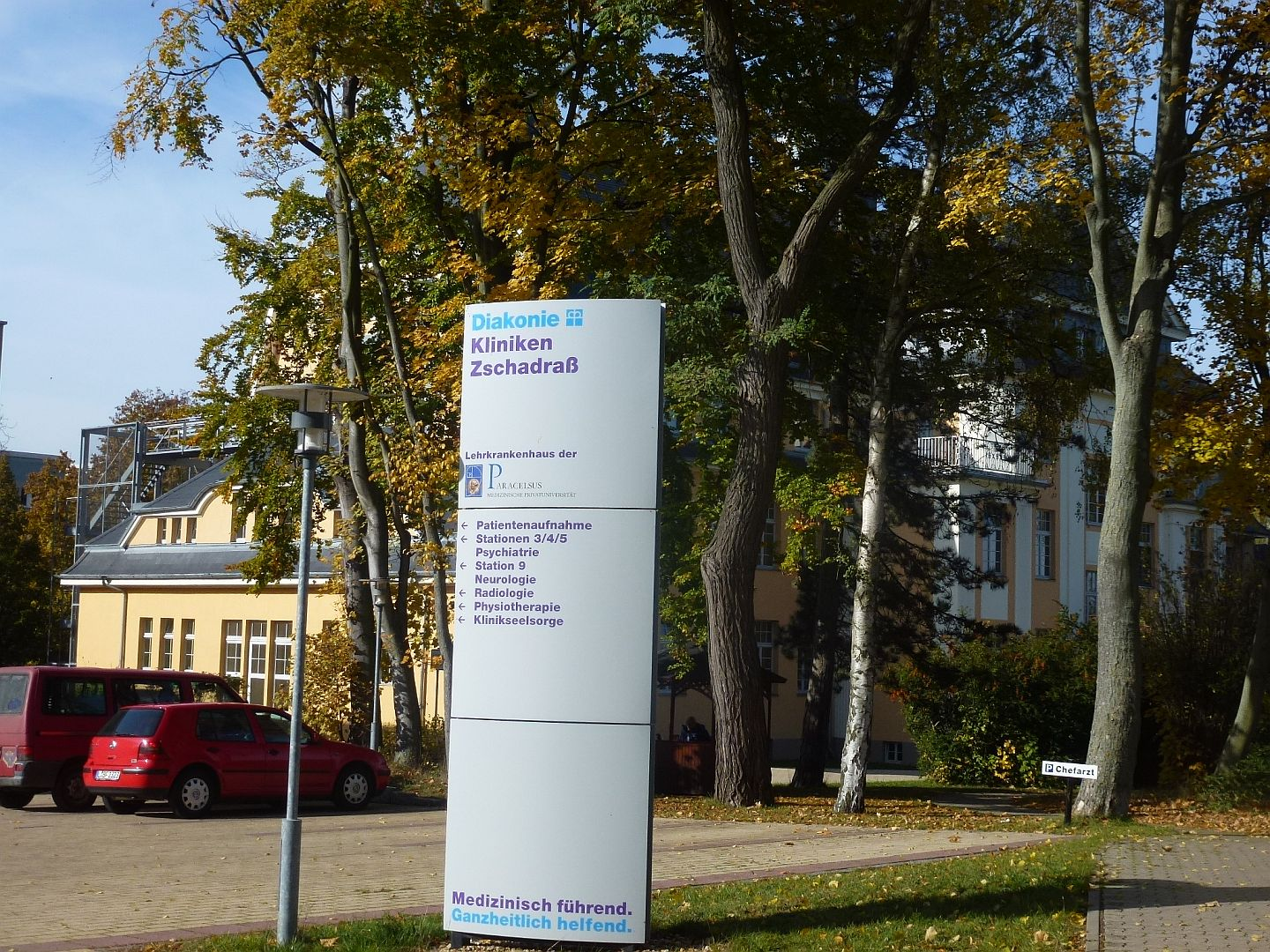
Het huidige ziekenhuis te Zschadraß

De streek is in de 8e tot en met de 10e eeuw door leden van Slavische volkeren bewoond geweest. Dat is nog te zien aan de talrijke, van Slavische woorden afgeleide, plaatsnamen, veelal op -itz of -itsch. In de 12e en 13e eeuw vestigden zich hier boeren en ambachtslieden van elders uit Duitsland en de Nederlanden, zie: Oostkolonisatie. In 1046 wordt een kasteelnederzetting „Cholidistcha“, en in 1265 voor het eerst een civitas (stad) Colditz in een document vermeld. Frederik II van Saksen, keurvorst van Saksen, verleende Colditz in 1456 voor enige tijd muntrecht (vermoedelijk niet langer dan 15 à 20 jaar).
Als gevolg van de Reformatie in de 16e eeuw ging de bevolking van de gemeente massaal over tot het evangelisch-lutherse protestantisme. Tot op de huidige dag zijn verreweg de meeste christenen in Colditz e.o. deze gezindte toegedaan. Dat geldt, tenzij anders aangegeven, ook voor de in dit artikel vermelde kerkgebouwen. 
Een grote brand teisterde Colditz in 1504, en nogmaals in 1750. In de 18e en 19e eeuw was er fabricage van aardewerk in Colditz. 
Het kasteel van Colditz, dat in zijn huidige renaissance-uiterlijk uit 1504 dateert, was in de 19e eeuw ten dele in gebruik als krankzinnigengesticht en als gevangenis, o.a. voor kortdurende opsluiting van landlopers en zwervers. Het kasteel was in 1933 en 1934 korte tijd een concentratiekamp voor politieke dissidenten tegen Adolf Hitlers Derde Rijk. Het werd in de Tweede Wereldoorlog (sinds 1939) gebruikt als o.a. gevangenis voor krijgsgevangen officieren. Het werd toen door de Duitsers Oflag IV C genoemd. Ook was er in de nazi-tijd enige jaren een gesticht voor landlopers, asocialen en luiaards gevestigd.
Aan het eind van de Tweede Wereldoorlog, in april 1945, werd Hohnbach grotendeels verwoest door Amerikaanse tankaanvallen. Dit dorpje huisvestte in de eerste jaren na de oorlog een vluchtelingenkamp voor circa 500 mensen. In november 1944 werd op het terrein van een aardewerkfabriek  een Außenlager van het concentratiekamp Buchenwald ingericht. Hier moesten, onder onmenselijke omstandigheden, waaronder martelingen door sadistische SS'ers, 450 Joodse  gevangenen dwangarbeid verrichten. Ze moesten voor de firma Hugo Schneider AG anti-tankwapens, zogenaamde Panzerfäuste maken. In de lente van 1945 werden de nog levende gevangenen op een dodenmars weggestuurd, die bijna alle gevangenen een ellendige dood bracht. Uiteindelijk werden Colditz en de omringende plaatsen in mei 1945 bezet door Sovjet-Russische troepen.
Van 1949 tot 1990 lag Colditz in de DDR. Vanaf 1958 tot 1990 stond er in Colditz een porseleinfabriek, die eenvoudige, functionele serviezen maakte, o.a. voor in de Mitropa-trein-restauratiewagons. Verder waren er tussen ca. 1948-1990 ook een aantal kleine chamottefabrieken.
Colditz behoort tot de plaatsen, die bij de overstromingen van de Mulde in 2002 en 2013 zware materiële schade opliepen. Zie: Hoogwater in Centraal-Europa 2002; Overstromingen in Centraal-Europa 2013.
Door een gemeentelijke herindeling per 1 januari 2011 werd Colditz fors uitgebreid. Onder andere het uit 18 kleine dorpen bestaande Zschadraß werd aan de gemeente toegevoegd. 

### Psychiatrische instelling in Zschadraß
Zschadraß beschikt over een ziekenhuis, dat een grillig verlopen geschiedenis heeft. In 1868 werd het door de diaconie van de Evangelisch-Lutherse Kerk in Kasteel Colditz opgericht, met een therapeutische boerderij (agricole Kolonie) erbij, wat voor die tijd als vernieuwend gold. Tot 1939 was het gesticht alleen op de huidige locatie te Zschadraß gevestigd. In die tijd werd het uitgebreid, door weer een afdeling in Kasteel Colditz te vestigen. De in 1928 in dienst getreden geneesheer-directeur, een nazi met de naam Liebers, bracht in Colditz patiënten onder, die aan zowel verstandelijke beperkingen als tuberculose leden. Deze mensen werden als lebensunwertes Leben beschouwd en werden op een extreem hongerdieet gezet. Velen stierven er aan het ondervoedingssyndroom marasmus. In 1941 was het gebouw in Zschadraß een soort doorgangskamp voor uit instellingen elders  in het kader van de euthanasie-actie Aktion T4 weggevoerde psychiatrische patiënten. Van hieruit werden zij naar de Tötungsanstalten van o.a. Pirna en Brandenburg gebracht om daar vermoord te worden.
De instelling diende vervolgens geruime tijd als ziekenhuis en sanatorium voor tuberculose-patiënten, ook in de DDR-periode. In 1998 en 1999 verhuisde de, inmiddels een goede reputatie hebbende, longkliniek naar Chemnitz. In 2006 werden enkele gebouwen als tandheelkundig museum in gebruik genomen. De rest van het complex huisvest tegenwoordig een modern, neurologisch en psychiatrisch ziekenhuis. Het staat weer onder het beheer van de diaconie van de Evangelisch-Lutherse Kerk.
Van november 1995 tot juli 1997 zag een zekere Gert Postel, in die tijd een oplichter en nep-arts uit Bremen, kans, met vervalste papieren als TBS-psychiater in de inrichting van Zschadraß te werken. Na zijn ontmaskering en het uitzitten van een gevangenisstraf wegens het onbevoegd uitoefenen der geneeskunst schreef Postel in 2001 een boek over zijn bedriegerijen, dat een bestseller werd.

## Bezienswaardigheden
- Voornaamste bezienswaardigheid is Slot Colditz. 
  - Langs de rivier liggen nog twee andere kastelen, waarvan er één een streekmuseum en horeca-gelegenheden herbergt. Zie onderstaande afbeeldingen.
- Daarnaast zijn in de heuvelachtige en tamelijk bosrijke omgeving van Colditz wandel- en fietstochten mogelijk, ook meerdaagse (o.a. fietsroute Mulderadweg).
- In de gemeente staan enkele kunsthistorisch of architectonisch interessante kerkgebouwen. Zie onderstaande afbeeldingen.
- Te Zschadraß staat een tandheelkundig museum, met o.a. historische tandartsinstrumenten en -meubels.

## Afbeeldingen

### Stad en kasteel Colditz

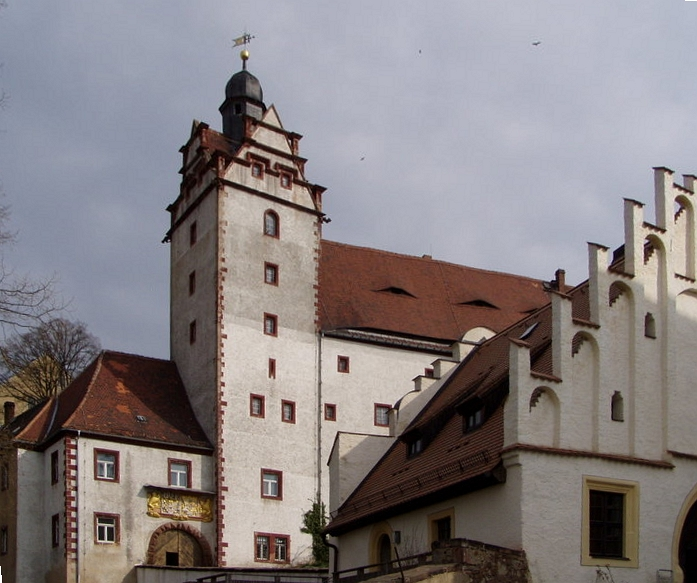
Kasteel Colditz anno 2005
Binnenplaats van het kasteel
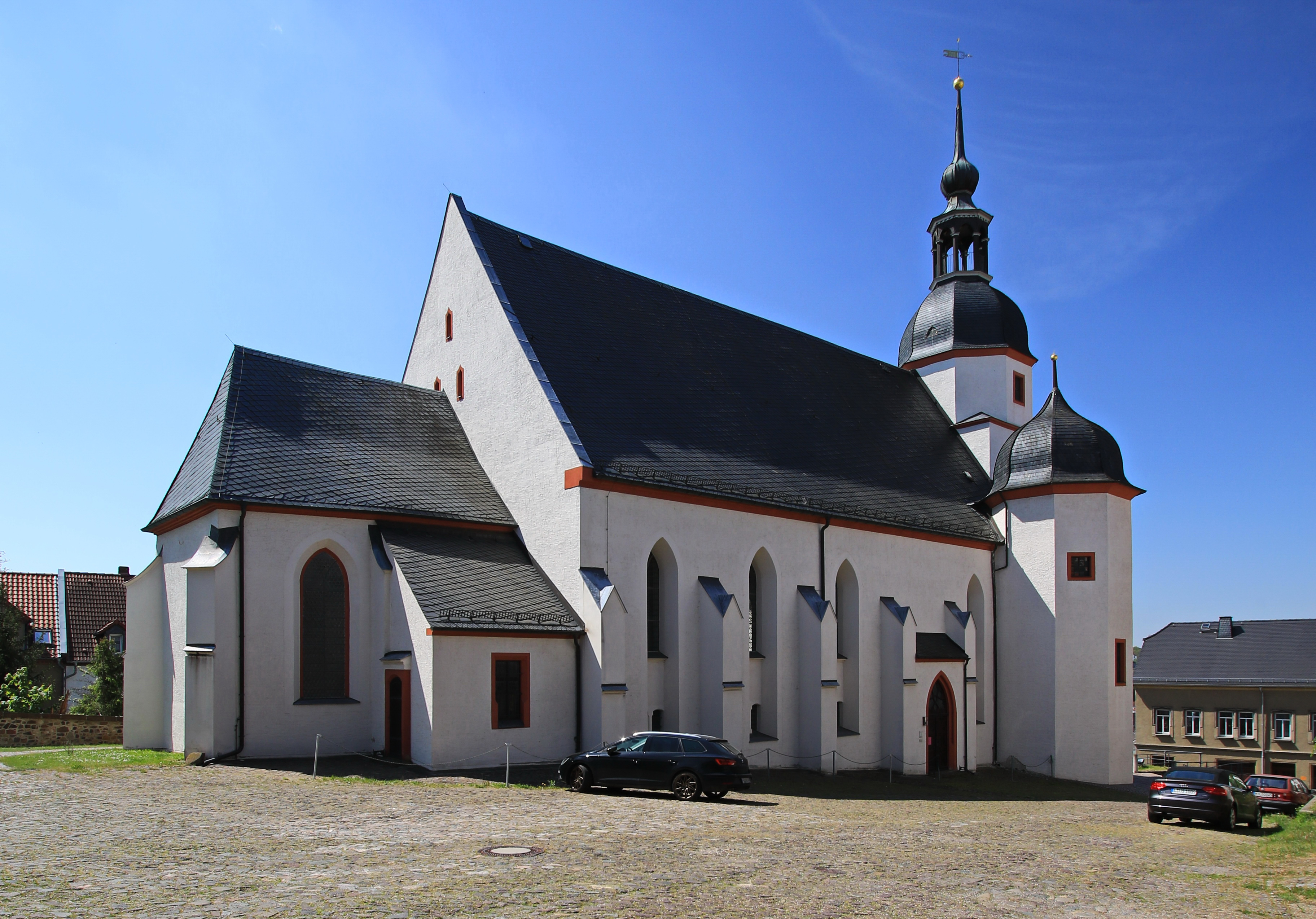
Sint-Egidiuskerk, Colditz (1504; sindsdien vele malen verbouwd)
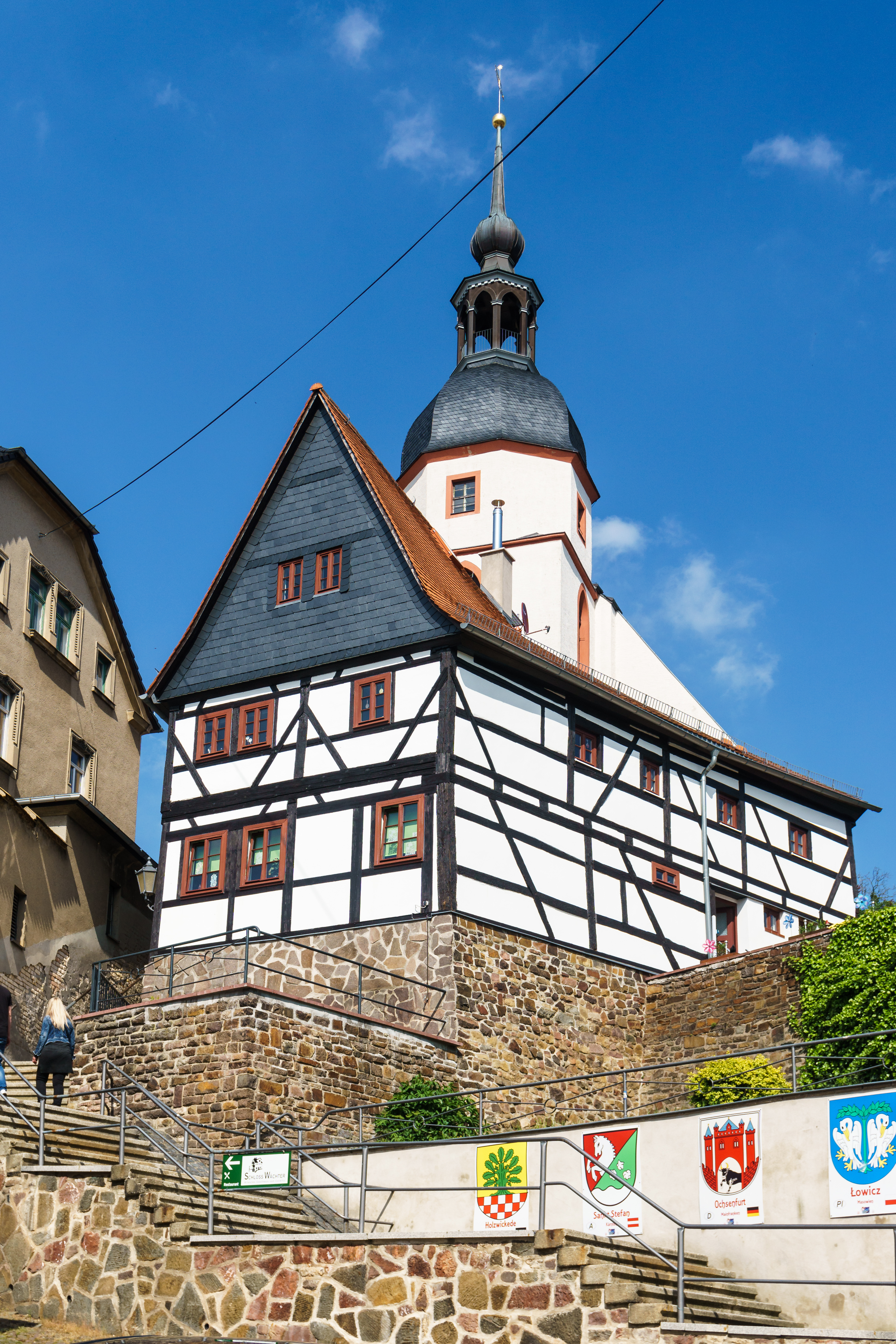
Gebouw Oude Diaconaat naast deze kerk
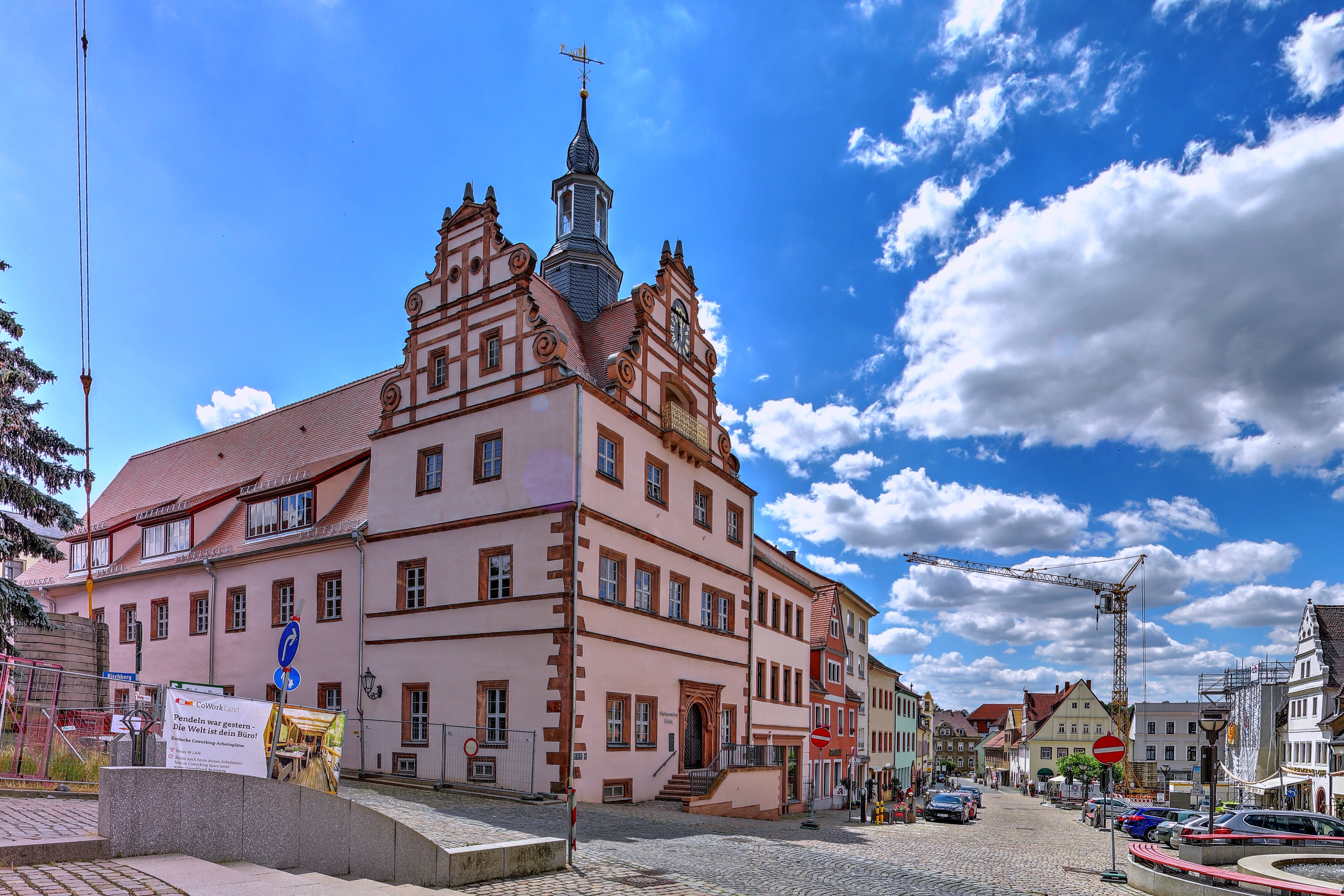
Marktplein; op de voorgrond het stadhuis
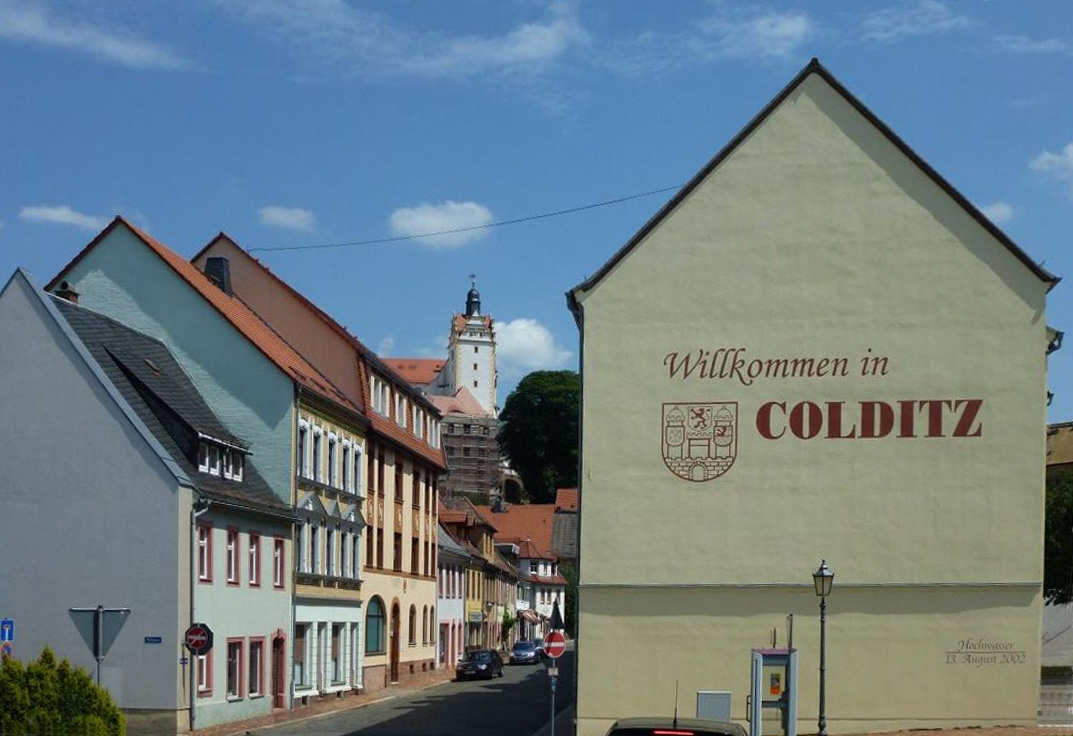
Centrum
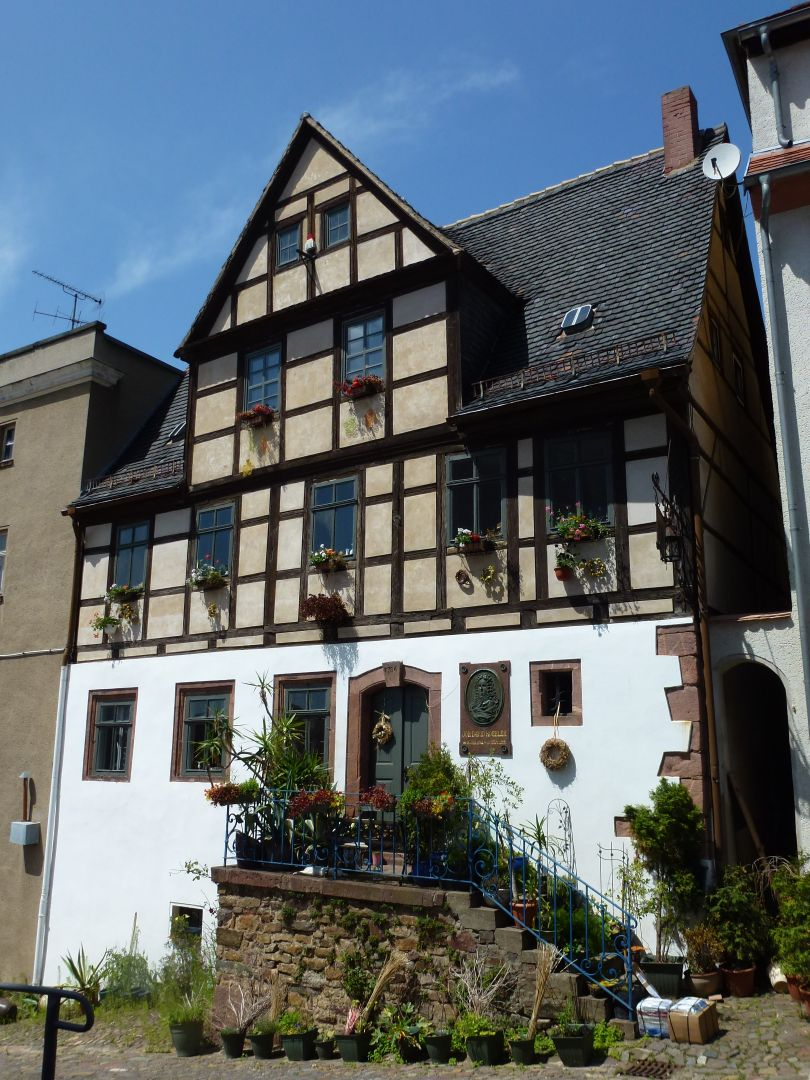
Vakwerkhuis te Colditz Johann-David-Köhler-Haus
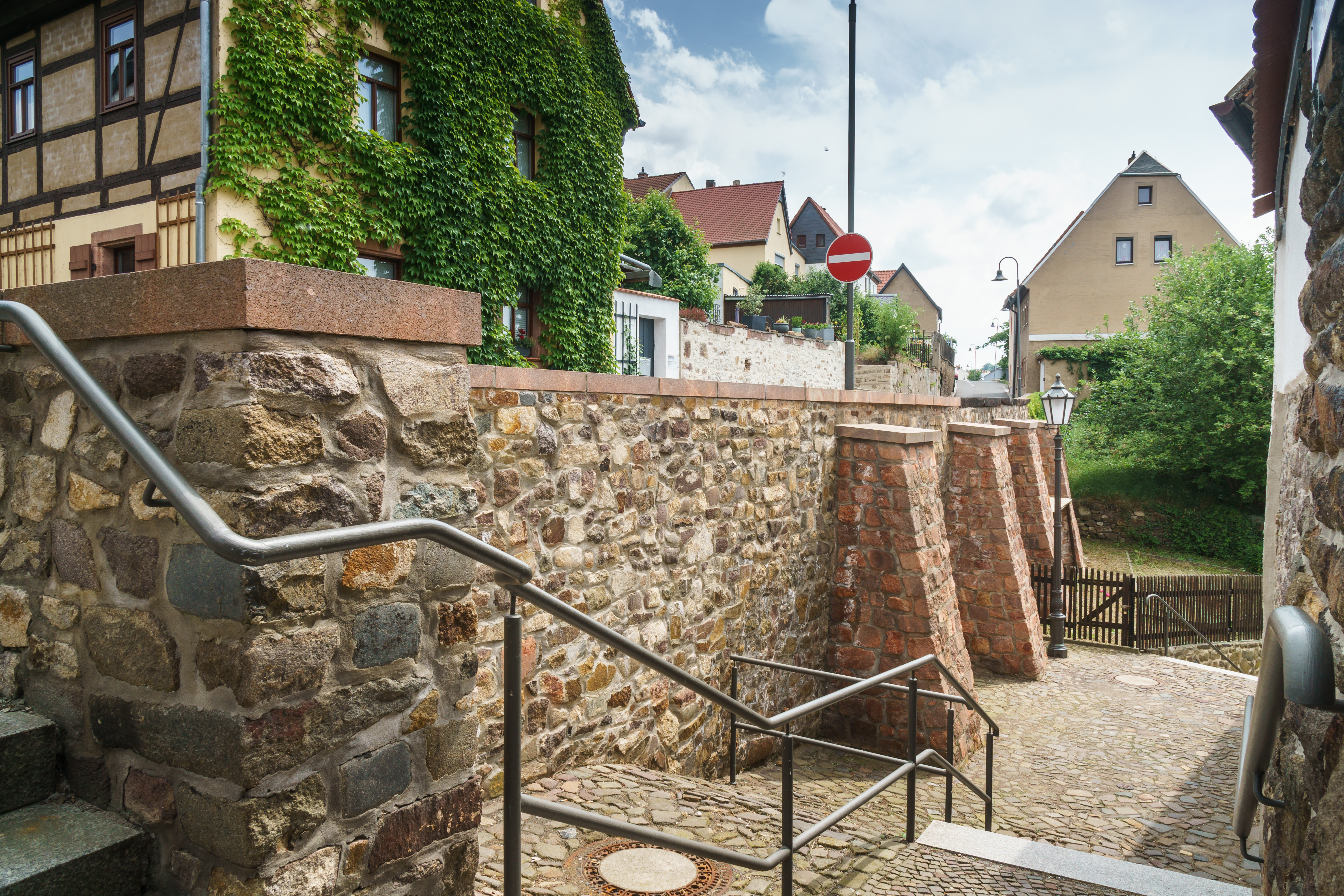
Restant van de middeleeuwse stadsmuur
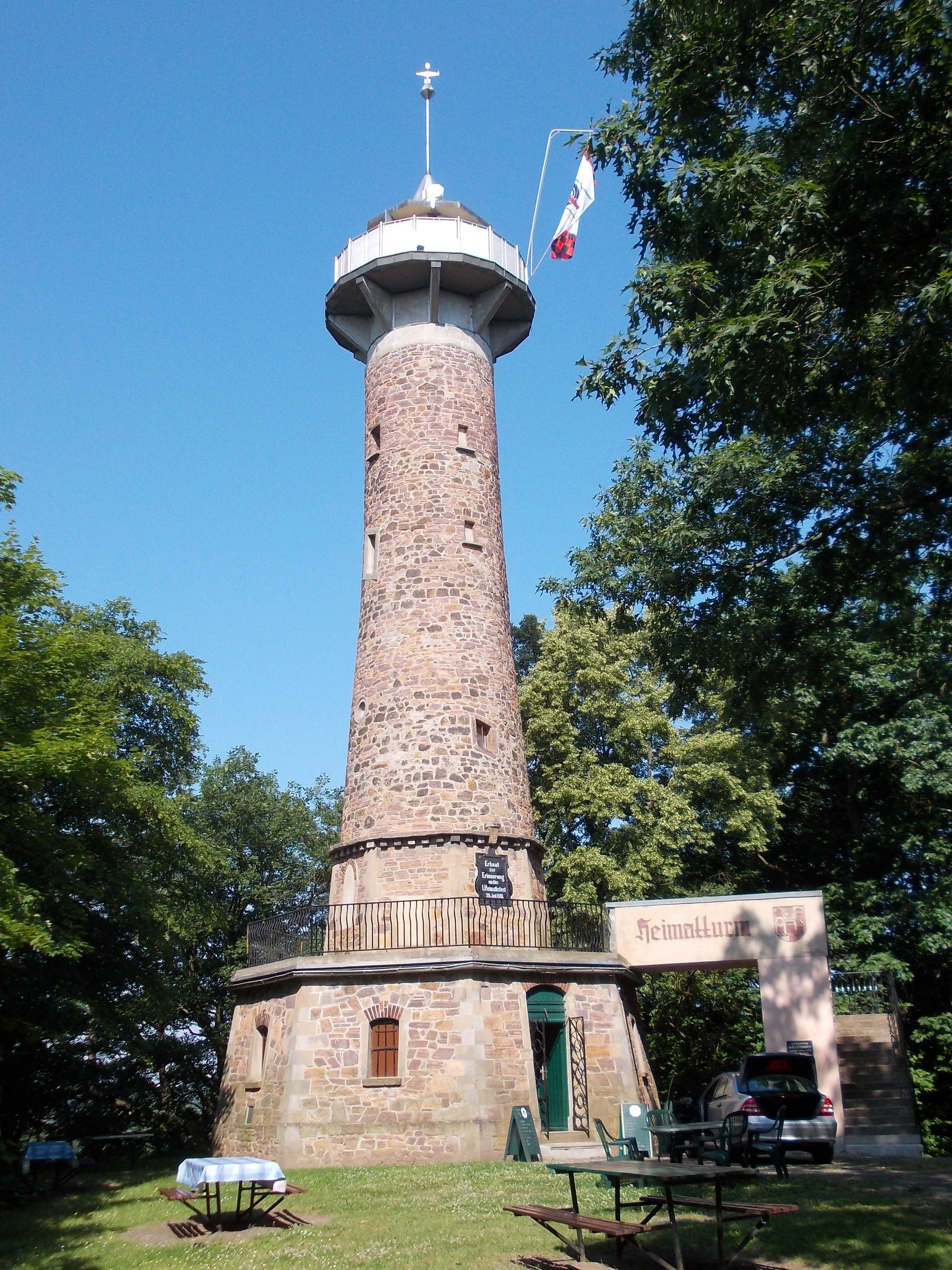
Uitzichttoren Heimatturm, ten zuiden van de stad,  hoogte 20 meter

### Dorpen rondom Colditz

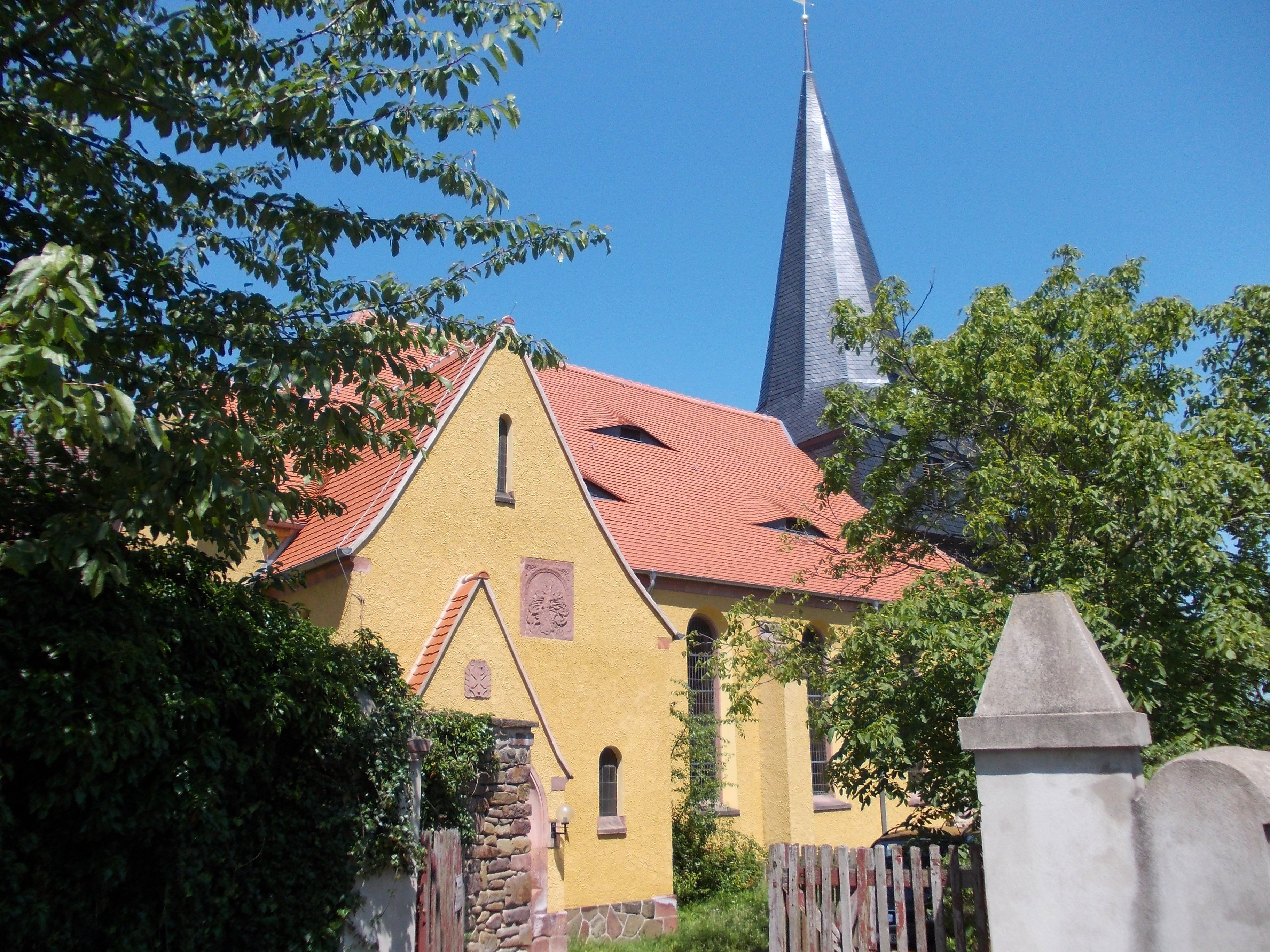
Dorpskerk te Collmen
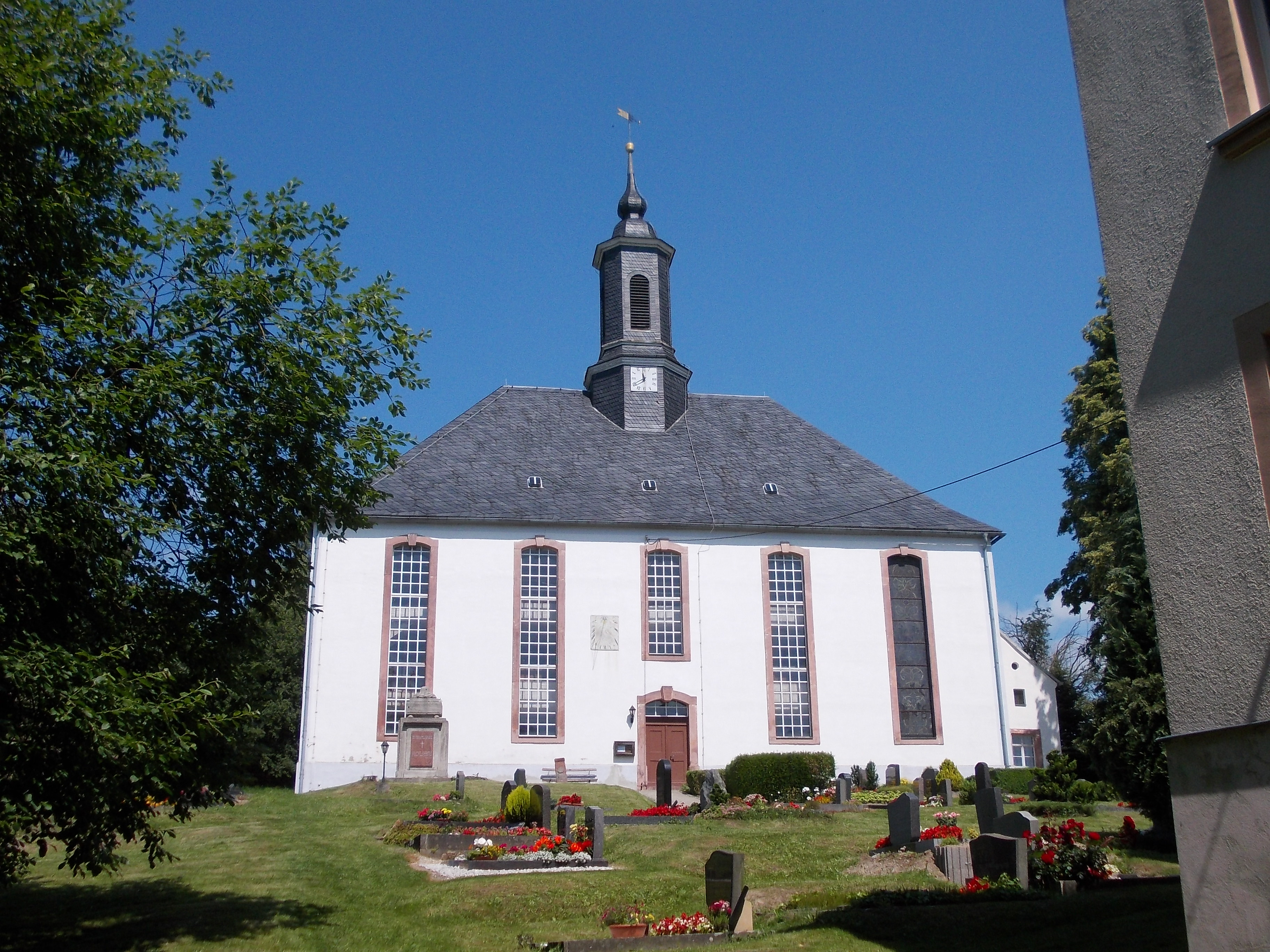
Dorpskerk te Erlbach
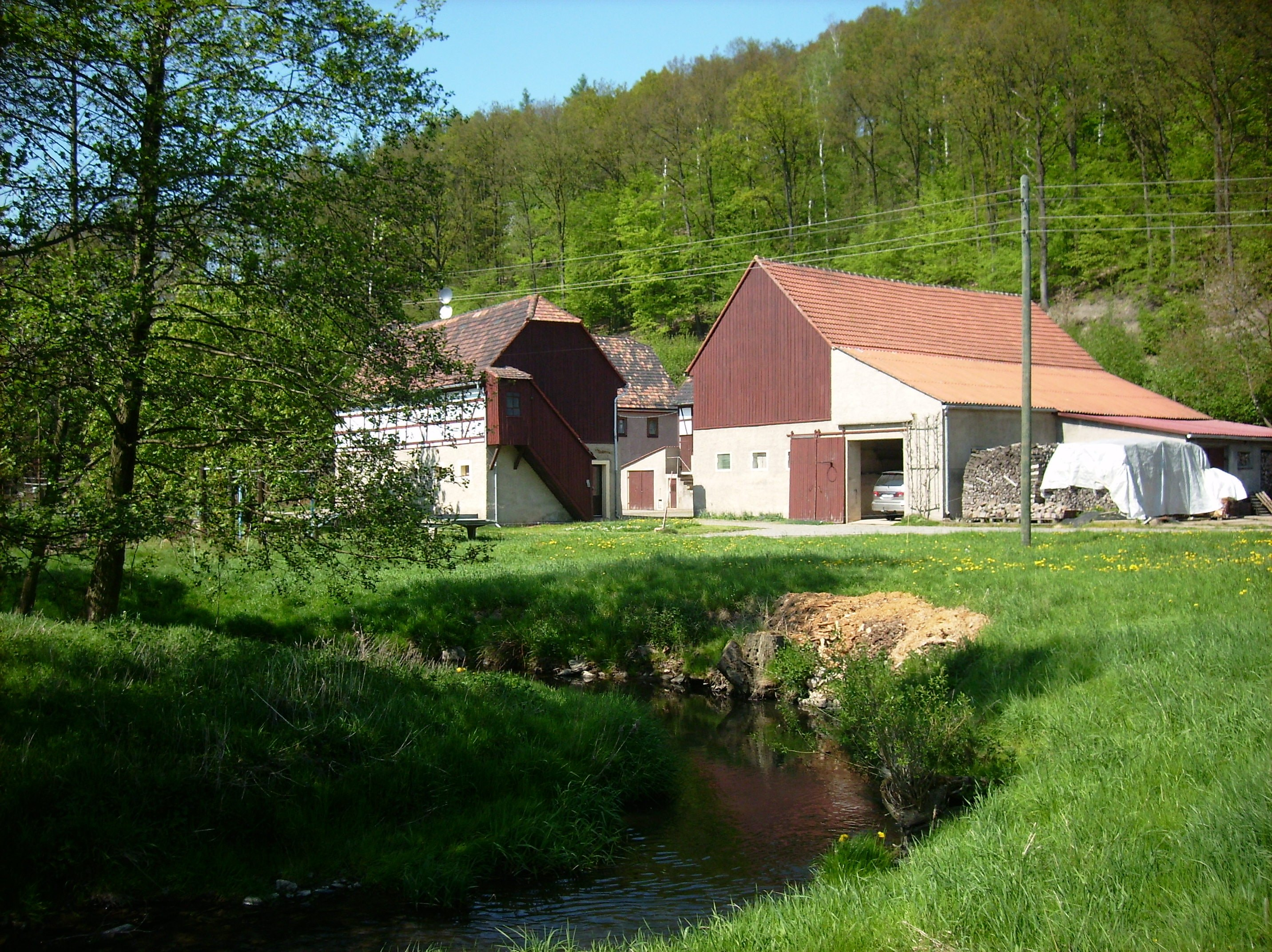
Watermolen (Reichenmühle) bij Koltzschen
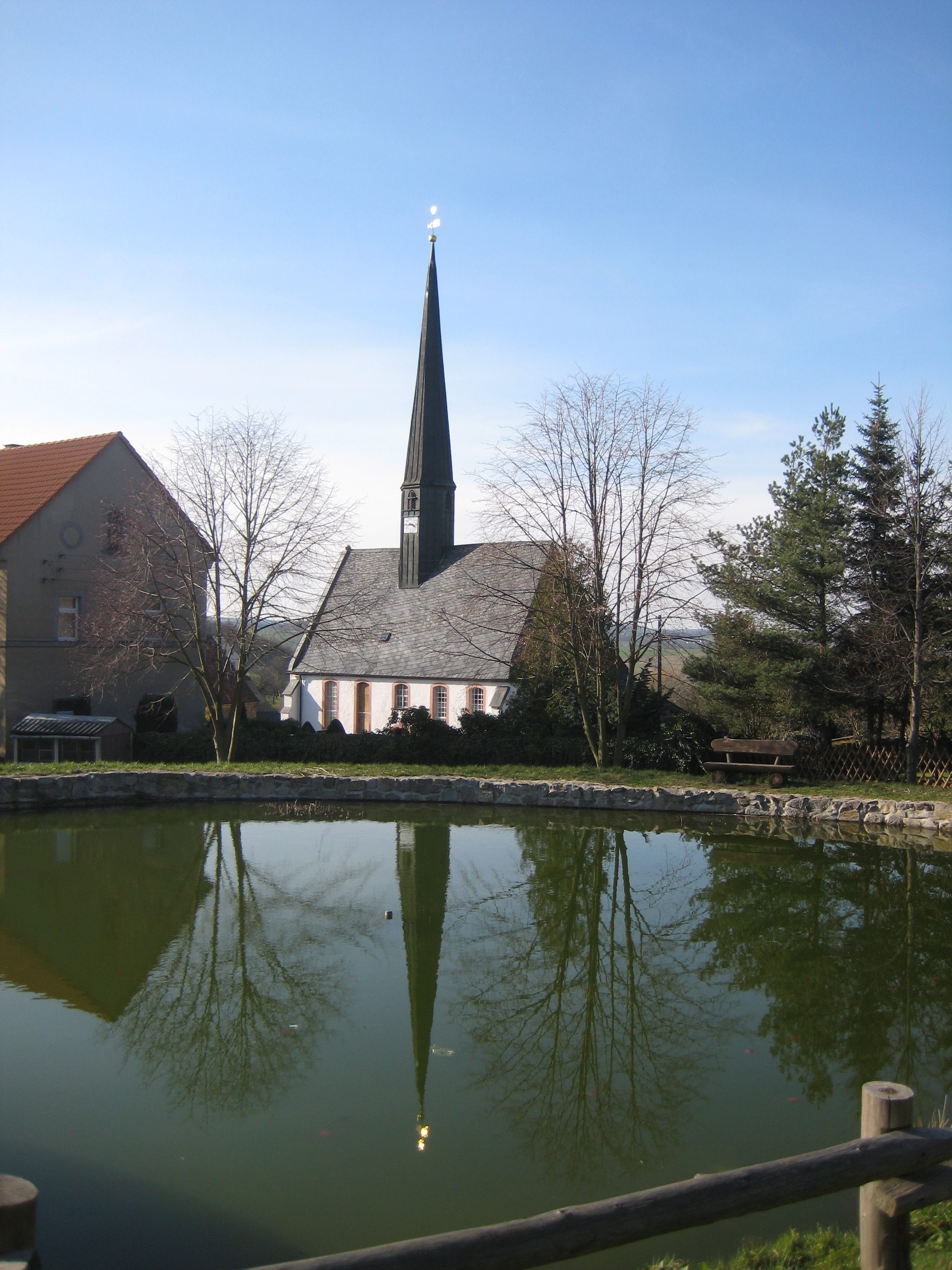
Mariakerk, Lastau
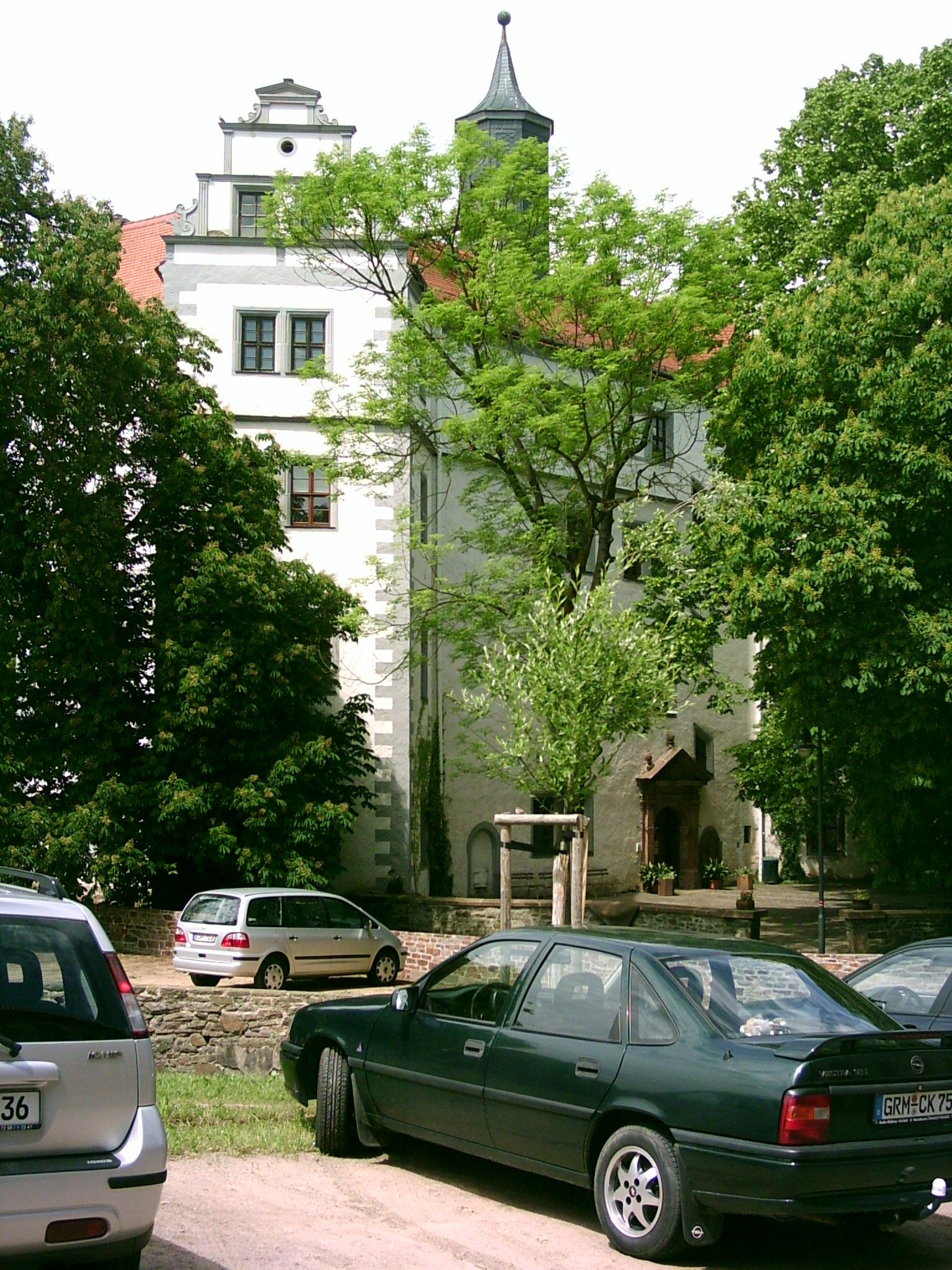
Kasteel,  bouwjaar 1570, te Podelwitz (hotel met 2 restaurants en streekmuseum)
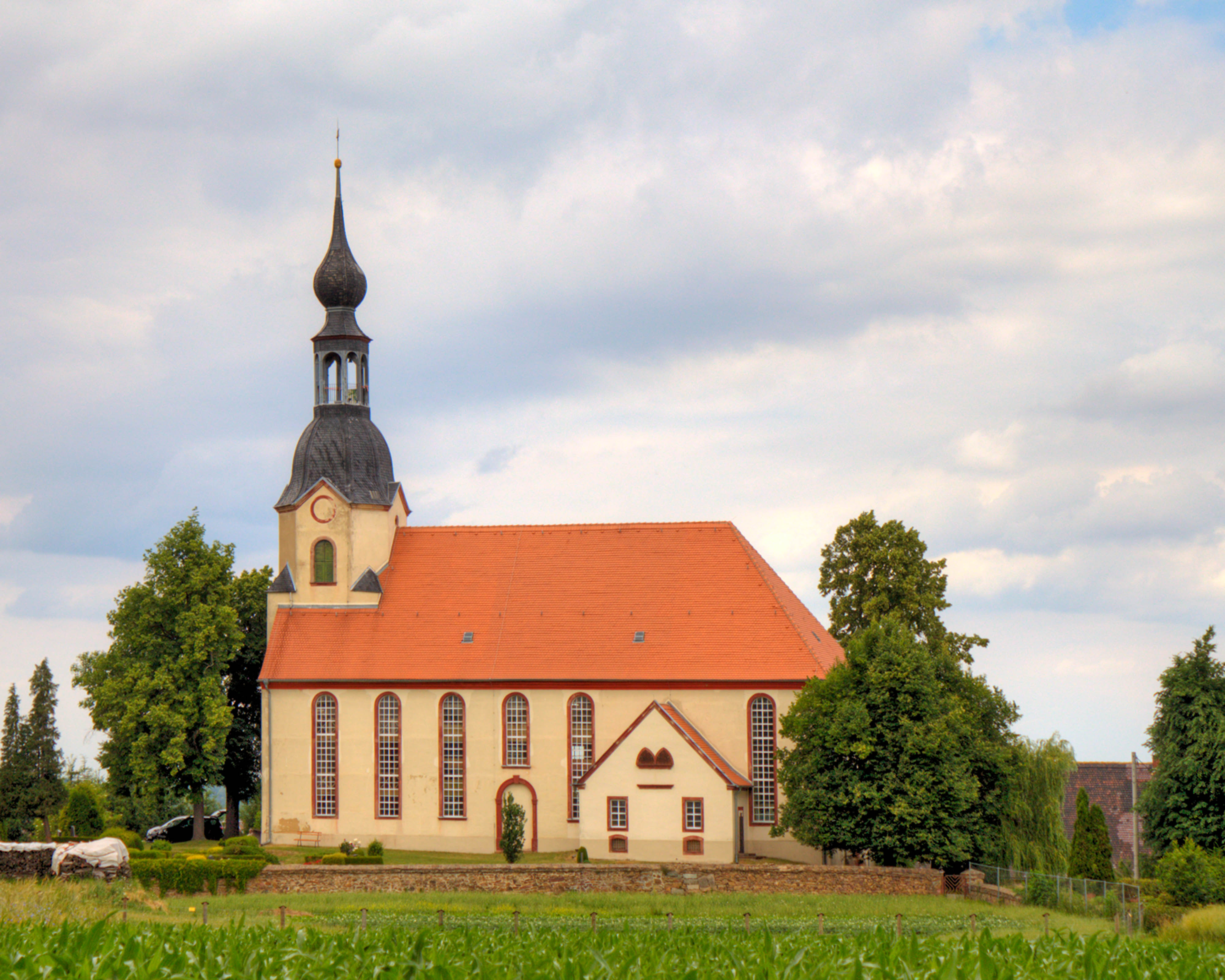
Dorpskerk te Schönbach
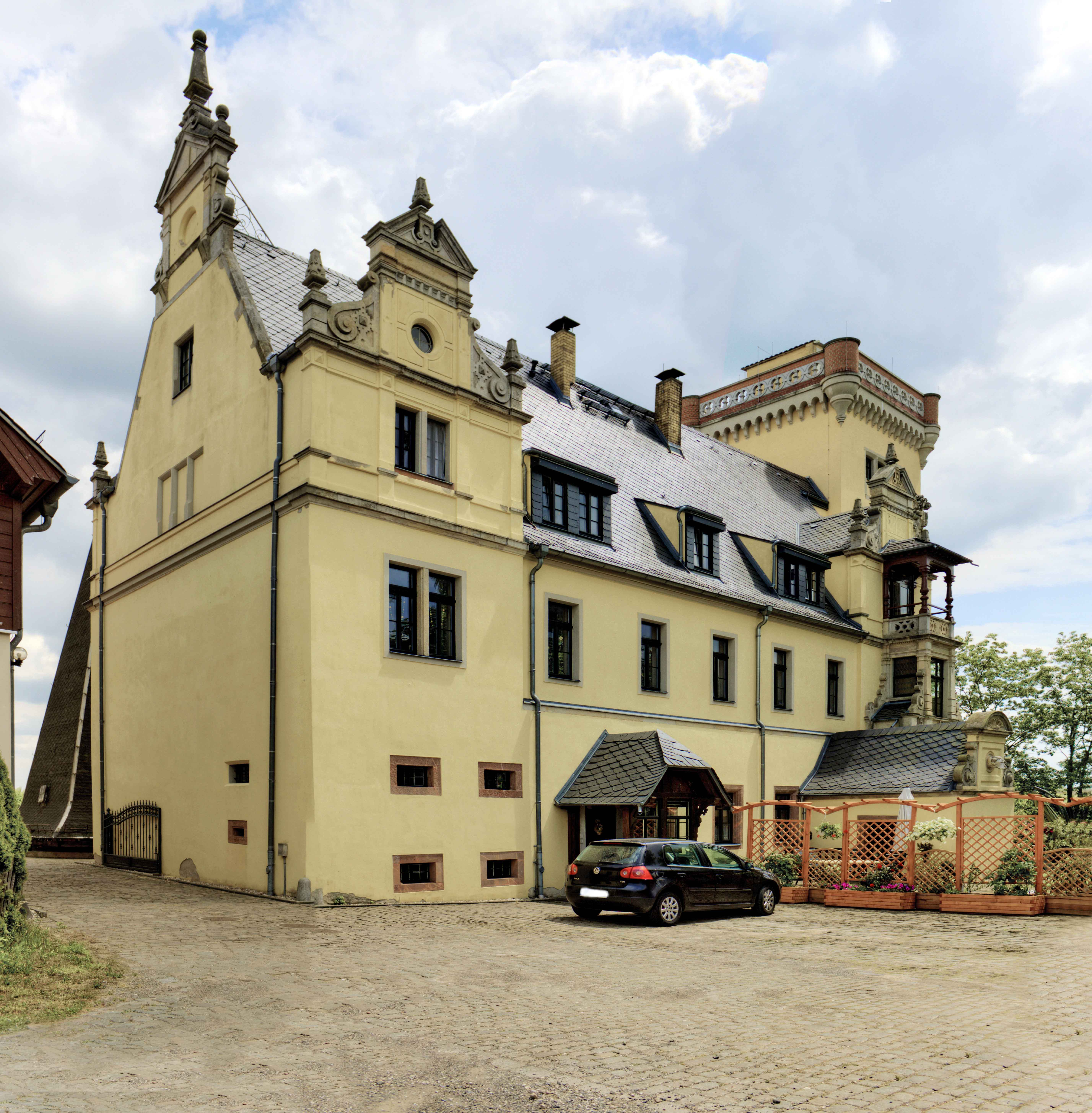
Kasteel Kötteritzsch (1882; neo-renaissancestijl) bij Sermuth
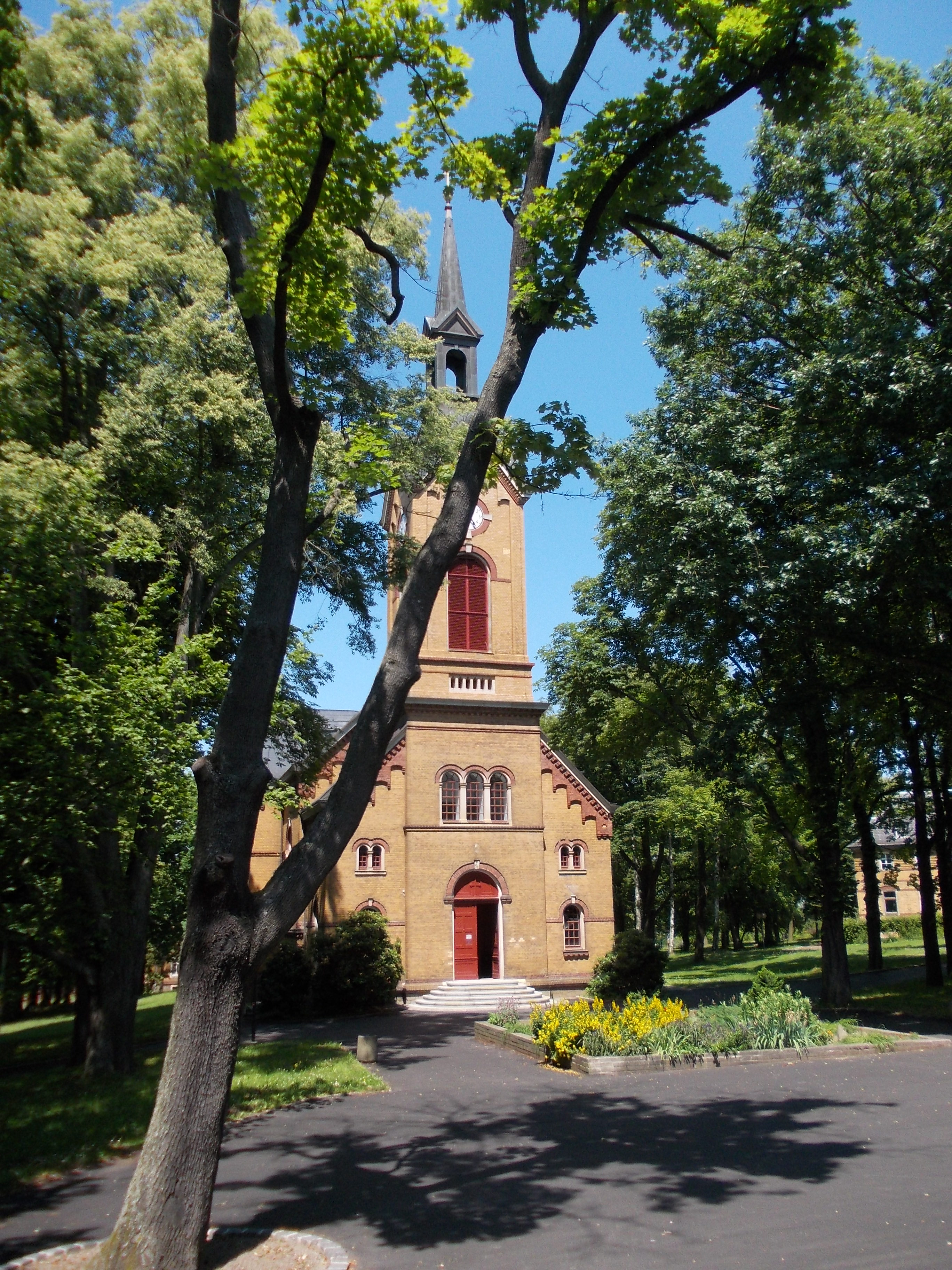
Kerk, oorspronkelijk van het psychiatrische gesticht, te Zschadraß
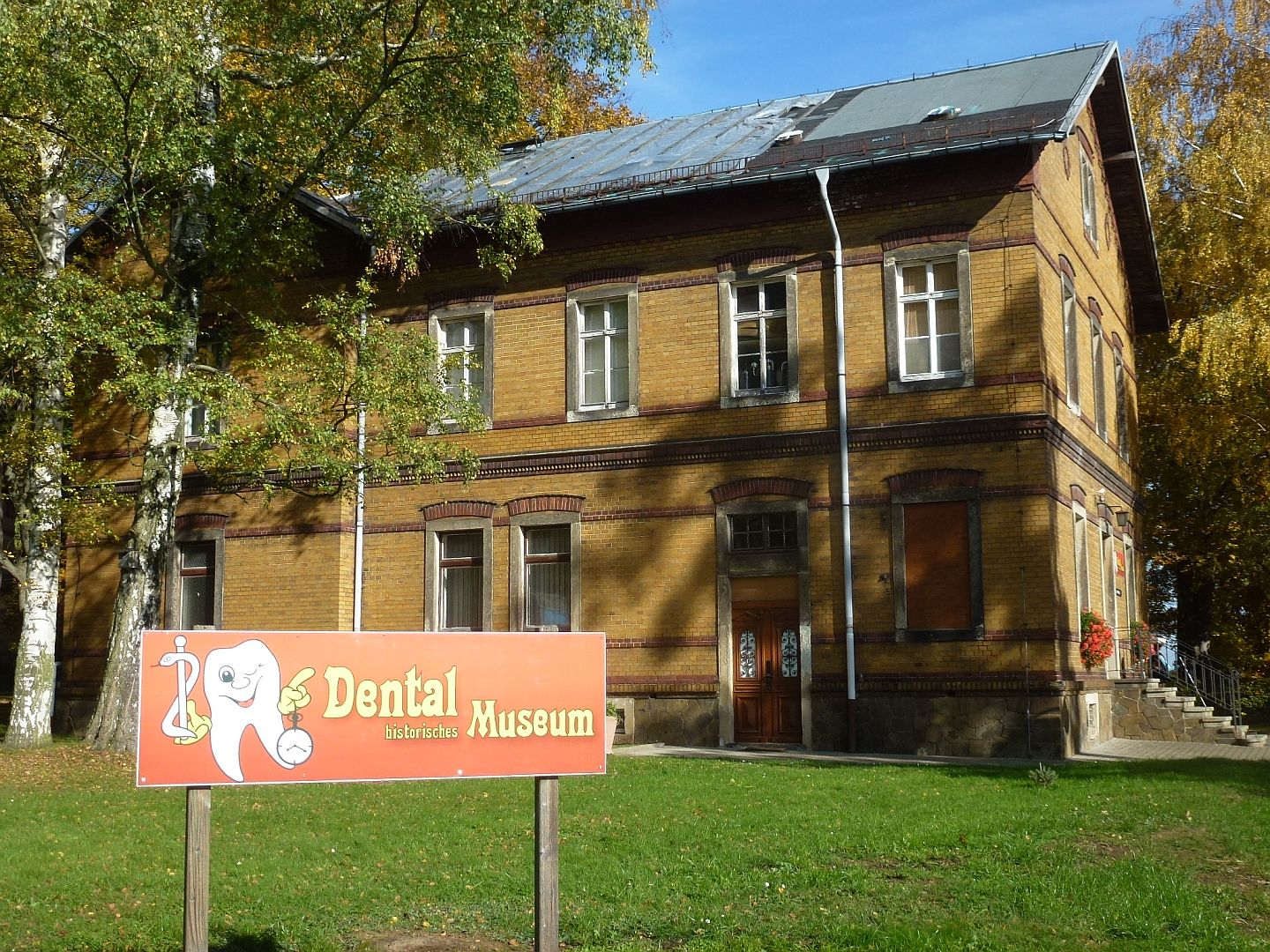
Zschadraß, tandheelkundig museum
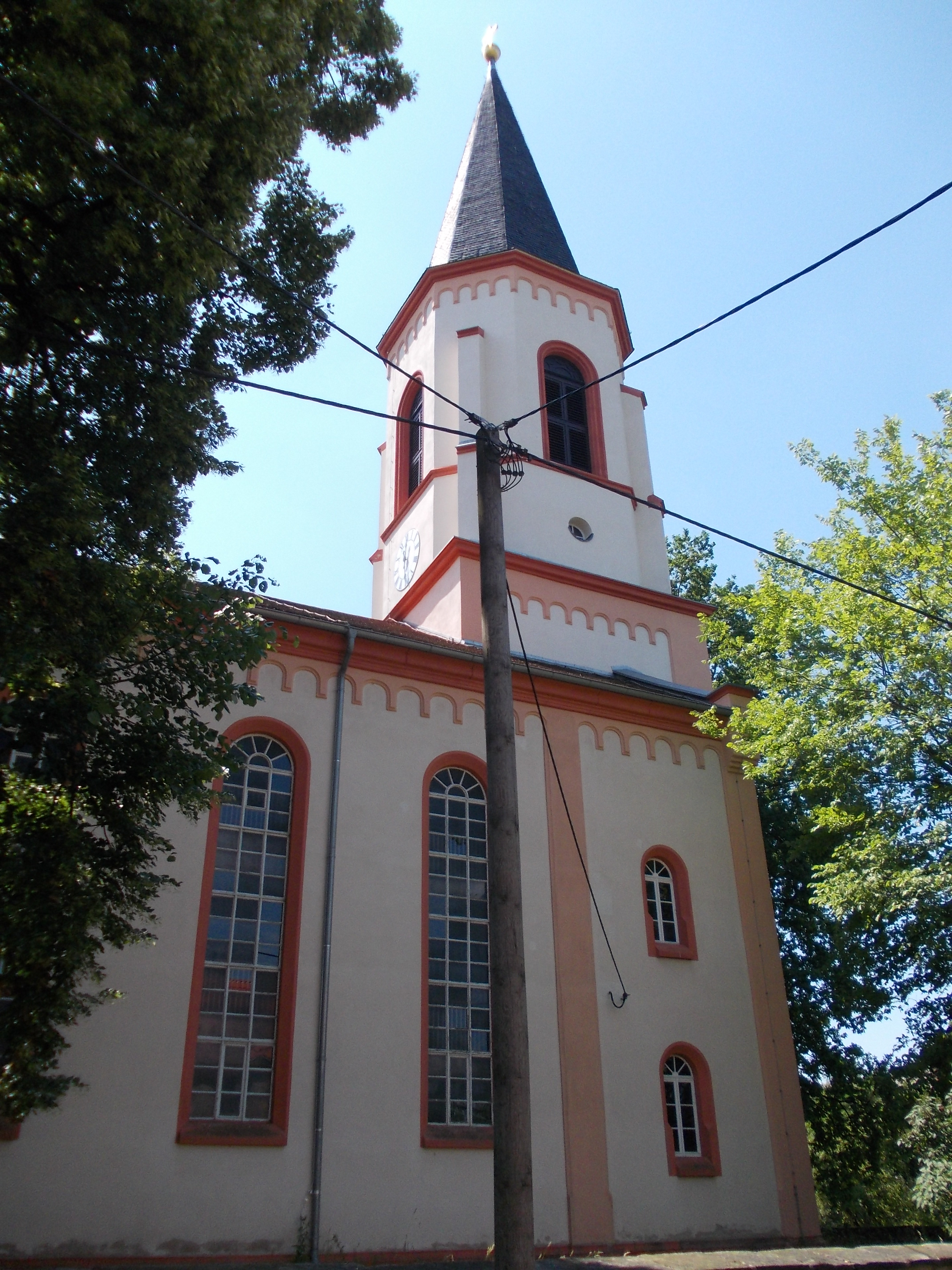
Dorpskerk (1864) te Zschirla

## Partnergemeentes
Colditz onderhoudt jumelages met:
- Ochsenfurt, Beieren
- Holzwickede bij Dortmund, Noordrijn-Westfalen
- Łowicz bij Łódź, in Polen

## Belangrijke personen in relatie tot de gemeente
- Ernst van Saksen (1441 - 1486), overleed  op Slot Colditz
- Sophia van Brandenburg (Zechlin, 6 juni 1568 — Slot Colditz, 7 december 1622), prinses, dochter van Johan Georg van Brandenburg
- Johann David Köhler of Köler (* 1684 in Colditz; † 1755 in Göttingen), historicus en in Duitsland belangrijk publicist op het gebied van de numismatiek; aan zijn geboortehuis is een bescheiden monument te zijner ere aangebracht
- Paul Nitsche (* 1876 in Colditz; † 1948 in Dresden, als oorlogsmisdadiger veroordeeld en onthoofd), psychiater; adviseur en medisch leider van de  Aktion T4; als zodanig mede verantwoordelijk voor,  en als directeur van zogenaamde  euthanasie-instellingen direct betrokken bij de moord op duizenden bewoners van psychiatrische instellingen
- Clemens Pickel (* 17 augustus 1961 in Colditz),  rooms-katholiek geestelijke,  bisschop van het Bisdom Saratov in Rusland,  voorzitter van de  Russische  Bisschopsconferentie